# Episodi di 30 Rock (prima stagione)
La prima stagione della serie televisiva 30 Rock è stata trasmessa negli Stati Uniti d'America dall'11 ottobre 2006 al 26 aprile 2007.
In Italia la serie va in onda sul canale satellitare Lei a partire dal 29 gennaio 2009 ogni giovedì alle 21.00 con un doppio episodio. La programmazione tuttavia è stata un po' confusa per via della trasmissione di episodi della seconda stagione, in chiaro va in onda su Rai 4 a partire dal 17 aprile 2011.
| nº | Titolo originale      | Titolo italiano          | Prima TV USA     | Prima TV Italia  |
| -- | --------------------- | ------------------------ | ---------------- | ---------------- |
| 1  | Pilot                 | L'arrivo di Jack         | 11 ottobre 2006  | 29 gennaio 2009  |
| 2  | The Aftermath         | Conseguenze spiacevoli   | 18 ottobre 2006  | 29 gennaio 2009  |
| 3  | Blind Date            | Appuntamento al buio     | 25 ottobre 2006  | 5 febbraio 2009  |
| 4  | Jack The Writer       | Jack, l'autore           | 1º novembre 2006 | 5 febbraio 2009  |
| 5  | Jack-Tor              | Jack attore              | 16 novembre 2006 | 5 marzo 2009     |
| 6  | Jack Meets Dennis     | Jack conosce Dennis      | 30 novembre 2006 | 12 febbraio 2009 |
| 7  | Tracy Does Conan      | Tracy fa Conan           | 7 dicembre 2006  | 19 febbraio 2009 |
| 8  | The Break-Up          | Pro e contro             | 14 dicembre 2006 | 19 febbraio 2009 |
| 9  | The Baby Show         | Kenneth il saggio        | 4 gennaio 2007   | 26 febbraio 2009 |
| 10 | The Rural Juror       | Il giurato rurale        | 11 gennaio 2007  | 26 febbraio 2009 |
| 11 | The Head and the Hair | Una giornata sottosopra  | 18 gennaio 2007  | 24 maggio 2009   |
| 12 | Black Tie             | Una festa elegante       | 1º febbraio 2007 | 24 maggio 2009   |
| 13 | Up All Night          | Straordinari             | 8 febbraio 2007  | 12 marzo 2009    |
| 14 | The C Word            | La parola misteriosa     | 15 febbraio 2007 | 12 marzo 2009    |
| 15 | Hard Ball             | Saluta le truppe         | 22 febbraio 2007 | 19 marzo 2009    |
| 16 | The Source Awards     | Il premio "The Source"   | 1º marzo 2007    | 19 marzo 2009    |
| 17 | The Fighting Irish    | Potere assoluto          | 8 marzo 2007     | 26 marzo 2009    |
| 18 | Fireworks             | Fuochi d'artificio       | 5 aprile 2007    | 26 marzo 2009    |
| 19 | Corporate Crush       | Il terzo incomodo        | 12 aprile 2007   | 2 aprile 2009    |
| 20 | Cleveland             | Cleveland                | 19 aprile 2007   | 2 aprile 2009    |
| 21 | Hiatus                | La macchina della verità | 26 aprile 2007   | 2 aprile 2009    |